# Baraba
Pour l’article homonyme, voir Steppe de Baraba.
Le baraba est une langue turque parlée dans l'oblast de Novossibirsk, dans les raïons de Barabinsk, Kouïbychev et Tchanov.

## Classification interne
Les Barabas (en) sont des Tatars de Sibérie. Leur parler est généralement classé parmi les dialectes tatars de Sibérie dont fait aussi partie le tatar de Tobol-Irtych. Johanson rassemble ces dialectes sous le nom de tatar sibérien occidental.

## Sources
- (en) Hendrik Boeschoten, 1998, The Speakers of Turkic Languages, The Turkic Languages, pp. 1-15, Lars Johanson, Éva A. Csató (Éditeurs), Routledge Language Familiy Descriptions, Londres, Routledge (Réimpression 2006)  (ISBN 9780415412612)
- (ru) E.A. Дмитриева, 1997, Бабаринcкиx татар язык, dans Языки мира, Тюркские языки, p. 199-205, Moscou, Izdatel'stvo Indrik  (ISBN 5-85759-061-2)
- (en) Lars Johanson, 1998, The History of Turkic, The Turkic Languages, pp. 81-125, Lars Johanson, Éva A. Csató (Éditeurs), Routledge Language Familiy Descriptions, Londres, Routledge (Réimpression 2006)  (ISBN 9780415412612)
- (ru) Д.Г. Тумашева,Словарь диалектов сибирских татар, Kazan, Izdatel'stvo Kazanskogo Universiteta, 1992,  (ISBN 5-7464-0507-8)